# Pandémie de Covid-19 au Panama
La pandémie de Covid-19 au Panama démarre officiellement le 9 mars 2020. À la date du 25 octobre 2022, le bilan est de 8 506 morts. 

## Contexte
Le 12 janvier 2020, l'Organisation mondiale de la santé (OMS) a confirmé qu'un nouveau coronavirus était à l'origine d'une maladie respiratoire chez un groupe de personnes dans la ville de Wuhan, province de Hubei, en Chine, qui a été signalée à l'OMS le 31 décembre 2019,.
Le taux de létalité de la COVID-19 a été beaucoup plus faible que celui du SRAS de 2003,, mais la transmission a été nettement plus élevée, avec un nombre total de décès significatif.

## Historique
Il a été confirmé que le virus s'était propagé au Panama le 9 mars 2020. L'un des morts était un homme de 64 ans, qui souffrait également de complications liées au diabète et à la pneumonie. Parmi les personnes infectées, 83 ont été hospitalisées. Les personnes infectées appartiennent à la tranche d'âge 29-59 ans et avaient chacune récemment voyagé à l'étranger. Une fille de 13 ans est décédée de la COVID-19 le 23 mars. Au 12 octobre 2020, le Panama a signalé 120 802 cas, 2 502 décès et 96 675 guérisons. 
Le gouvernement a déclaré l'état d'urgence le 13 mars 2020. Cette mesure permet de libérer 50 millions de dollars US pour une période de 180 jours afin d'acheter des biens et des services pour lutter contre la COVID-19.
Un système de quarantaine basé sur le sexe a été mis en place, dans lequel seules les femmes étaient autorisées à quitter leur domicile certains jours et seuls les hommes étaient autorisés à sortir les autres jours. Le but de ce système était de permettre à la police de savoir facilement si quelqu'un violait sa quarantaine. Cependant, ce plan a conduit au harcèlement des personnes transgenres et non binaires.

## Statistiques

Nombre de cas au Panama depuis le début de l'épidémie.

Nombre de morts au Panama depuis le début de l'épidémie.